# Kuta Dalam
Kuta Dalam is een bestuurslaag in het regentschap Tanggamus van de provincie Lampung, Indonesië. Kuta Dalam telt 3385 inwoners (volkstelling 2010).